# Segona divisió espanyola de futbol 1954-1955
Resum de l'activitat de la temporada 1954-1955 de la Segona divisió espanyola de futbol.

## Grup Nord

### Clubs participants
| Club                         | Ciutat               | Estadi         |
| ---------------------------- | -------------------- | -------------- |
| Real Avilés CF               | Avilés               | Las Arobias    |
| Club Barakaldo               | Barakaldo            | Lasesarre      |
| Caudal Deportivo             | Mieres               | El Batán       |
| Cultural y Deportiva Leonesa | Lleó                 | El Ejido       |
| SD Eibar                     | Eibar                | Ipurúa         |
| SD Espanya Industrial        | Barcelona            | Les Corts      |
| Club Ferrol                  | Ferrol               | Manuel Rivera  |
| Real Gijón                   | Gijón                | El Molinón     |
| CD Juvenil                   | La Corunya           | Riazor         |
| CP La Felguera               | La Felguera, Langreo | La Barraca     |
| UE Lleida                    | Lleida               | Camp d'Esports |
| CD Logroñés                  | Logronyo             | Las Gaunas     |
| CA Osasuna                   | Pamplona             | San Juan       |
| Real Oviedo CF               | Oviedo               | Buenavista     |
| Club Sestao                  | Sestao               | Las Llanas     |
| Reial Saragossa              | Saragossa            | Torrero        |

### Classificació
| Pos | Equip                | PJ | PG | PE | PP | GF | GC | DG  | Pts | Promoció, classificació o descens |
| --- | -------------------- | -- | -- | -- | -- | -- | -- | --- | --- | --------------------------------- |
| 1   | Cultural Leonesa (P) | 30 | 18 | 4  | 8  | 68 | 38 | +30 | 40  | Ascens a Primera Divisió          |
| 2   | Reial Saragossa      | 30 | 18 | 3  | 9  | 69 | 41 | +28 | 39  | Promoció d'ascens                 |
| 3   | Real Oviedo          | 30 | 18 | 3  | 9  | 61 | 33 | +28 | 39  | Promoció d'ascens                 |
| 4   | Real Gijón           | 30 | 15 | 8  | 7  | 50 | 34 | +16 | 38  |                                   |
| 5   | CD Logroñés          | 30 | 15 | 6  | 9  | 52 | 43 | +9  | 36  |                                   |
| 6   | Barakaldo CF         | 30 | 15 | 3  | 12 | 47 | 42 | +5  | 33  |                                   |
| 7   | La Felguera          | 30 | 11 | 8  | 11 | 41 | 45 | −4  | 30  |                                   |
| 8   | SD Eibar             | 30 | 13 | 3  | 14 | 54 | 51 | +3  | 29  |                                   |
| 9   | CA Osasuna           | 30 | 12 | 5  | 13 | 56 | 57 | −1  | 29  |                                   |
| 10  | UE Lleida            | 30 | 10 | 7  | 13 | 41 | 56 | −15 | 27  |                                   |
| 11  | Espanya Industrial   | 30 | 9  | 8  | 13 | 46 | 45 | +1  | 26  |                                   |
| 12  | Racing Ferrol        | 30 | 9  | 6  | 15 | 35 | 59 | −24 | 24  |                                   |
| 13  | Caudal               | 30 | 8  | 8  | 14 | 49 | 59 | −10 | 24  |                                   |
| 14  | Sestao               | 30 | 8  | 7  | 15 | 45 | 56 | −11 | 23  |                                   |
| 15  | Real Avilés (R)      | 30 | 10 | 3  | 17 | 50 | 60 | −10 | 23  | Descens a Tercera Divisió         |
| 16  | Juvenil (R)          | 30 | 5  | 10 | 15 | 40 | 85 | −45 | 20  | Descens a Tercera Divisió         |

### Resultats
| Casa \ Fora        | AVI | BAR | CAU | LEO | EIB | CON | JUV | FEL | LLE | LOG | OSA | OVI | RFE | SPO | SES | ZAR |
| ------------------ | --- | --- | --- | --- | --- | --- | --- | --- | --- | --- | --- | --- | --- | --- | --- | --- |
| Real Avilés        | —   | 1–3 | 2–0 | 2–0 | 4–0 | 1–0 | 5–3 | 4–1 | 0–0 | 1–4 | 4–0 | 1–2 | 1–3 | 3–0 | 1–1 | 4–2 |
| Barakaldo CF       | 0–1 | —   | 4–1 | 4–0 | 4–0 | 2–1 | 5–0 | 2–0 | 2–3 | 1–0 | 1–0 | 2–1 | 3–2 | 1–0 | 2–3 | 0–2 |
| Caudal             | 4–2 | 3–0 | —   | 0–5 | 4–0 | 2–3 | 4–0 | 2–3 | 4–1 | 5–1 | 5–1 | 0–0 | 0–1 | 1–5 | 2–1 | 0–0 |
| Cultural Leonesa   | 3–2 | 1–1 | 5–2 | —   | 4–0 | 6–1 | 4–1 | 3–0 | 5–2 | 1–0 | 2–0 | 2–0 | 4–0 | 1–0 | 1–0 | 5–1 |
| SD Eibar           | 5–1 | 1–1 | 4–1 | 4–0 | —   | 3–1 | 6–3 | 1–1 | 4–1 | 0–1 | 3–0 | 3–1 | 3–0 | 3–1 | 0–1 | 1–2 |
| Espanya Industrial | 1–0 | 0–0 | 0–0 | 2–1 | 4–0 | —   | 5–1 | 1–3 | 1–1 | 4–0 | 3–3 | 2–3 | 4–1 | 4–2 | 0–0 | 1–2 |
| Juvenil            | 4–3 | 1–2 | 1–1 | 2–4 | 0–1 | 1–1 | —   | 1–1 | 3–0 | 2–2 | 3–2 | 2–1 | 1–1 | 1–1 | 1–1 | 3–2 |
| La Felguera        | 4–2 | 4–0 | 2–0 | 1–1 | 1–0 | 2–1 | 1–1 | —   | 5–1 | 1–1 | 1–0 | 0–2 | 0–0 | 0–1 | 3–0 | 2–1 |
| UE Lleida          | 3–2 | 2–0 | 1–1 | 0–0 | 2–0 | 1–4 | 3–1 | 2–0 | —   | 1–1 | 4–1 | 1–2 | 3–0 | 0–0 | 4–0 | 0–2 |
| CD Logroñés        | 0–0 | 3–1 | 4–1 | 2–1 | 1–3 | 2–0 | 3–1 | 3–1 | 2–1 | —   | 1–1 | 2–1 | 6–1 | 3–1 | 3–2 | 2–1 |
| CA Osasuna         | 5–1 | 3–2 | 3–3 | 4–1 | 2–2 | 1–0 | 7–1 | 2–1 | 5–1 | 1–0 | —   | 1–2 | 4–3 | 2–1 | 4–0 | 3–1 |
| Real Oviedo        | 1–0 | 4–0 | 3–0 | 3–1 | 2–1 | 0–0 | 5–0 | 4–0 | 2–0 | 5–1 | 0–0 | —   | 3–2 | 1–2 | 4–0 | 3–0 |
| Racing Ferrol      | 1–0 | 0–1 | 3–1 | 1–0 | 3–2 | 2–0 | 0–0 | 0–0 | 1–1 | 0–2 | 2–0 | 0–3 | —   | 1–1 | 3–2 | 1–4 |
| Real Gijón         | 1–0 | 2–0 | 1–1 | 0–0 | 2–1 | 2–1 | 2–2 | 1–1 | 3–0 | 2–0 | 3–0 | 4–3 | 3–1 | —   | 5–2 | 1–0 |
| Sestao             | 3–0 | 1–2 | 1–1 | 1–3 | 0–3 | 1–1 | 6–0 | 4–1 | 1–2 | 1–1 | 4–0 | 3–0 | 3–1 | 0–2 | —   | 1–1 |
| Reial Saragossa    | 6–2 | 2–1 | 2–0 | 2–4 | 3–0 | 2–0 | 6–0 | 4–1 | 4–0 | 2–1 | 2–1 | 3–0 | 4–1 | 1–1 | 5–2 | —   |

| Golejador           | Gols | Equip           |
| ------------------- | ---- | --------------- |
| Avelino Chaves      | 21   | Reial Saragossa |
| José Antonio Ucelay | 18   | Reial Saragossa |
| Josep Duró          | 18   | Real Oviedo     |
| Sabino Andonegui    | 18   | CA Osasuna      |
| Lluís Aloy          | 16   | Real Oviedo     |

| Porter             | Gols | Partits | Mitjana | Equip            |
| ------------------ | ---- | ------- | ------- | ---------------- |
| Manuel Sión        | 31   | 29      | 1.07    | Real Gijón       |
| Ferran Argila      | 30   | 27      | 1.11    | Real Oviedo      |
| Amaro Méndez       | 34   | 29      | 1.17    | Cultural Leonesa |
| Francisco Urquiola | 29   | 23      | 1.26    | Barakaldo CF     |
| Pedro Lasheras     | 34   | 26      | 1.31    | Reial Saragossa  |

## Grup Sud

### Clubs participants
| Club                | Ciutat                    | Estadi                    |
| ------------------- | ------------------------- | ------------------------- |
| Atlético Tetuán     | Tetuan                    | Saniat Rmel               |
| CD Badajoz          | Badajoz                   | El Vivero                 |
| Real Betis Balompié | Sevilla                   | Heliópolis                |
| CE Castelló         | Castelló de la Plana      | Castàlia                  |
| UD España Tánger    | Tànger                    | Stadium Municipal         |
| CF Extremadura      | Almendralejo              | Francisco de la Hera      |
| Granada CF          | Granada                   | Los Cármenes              |
| Real Jaén CF        | Jaén                      | La Victoria               |
| Jerez CD            | Jerez de la Frontera      | Domecq                    |
| Llevant UE          | València                  | Vallejo                   |
| RB Linense          | La Línea de la Concepción | San Bernardo              |
| Reial Múrcia        | Múrcia                    | La Condomina              |
| CE Sabadell FC      | Sabadell                  | Creu Alta                 |
| CD San Fernando     | San Fernando              | Marqués de Varela         |
| CD Terrassa         | Terrassa                  | Obispo Irurita            |
| CD Tenerife         | Santa Cruz de Tenerife    | Heliodoro Rodríguez López |

### Classificació
| Pos | Equip            | PJ | PG | PE | PP | GF | GC | DG  | Pts | Promoció, classificació o descens |
| --- | ---------------- | -- | -- | -- | -- | -- | -- | --- | --- | --------------------------------- |
| 1   | Reial Múrcia (P) | 30 | 19 | 2  | 9  | 83 | 39 | +44 | 40  | Ascens a Primera Divisió          |
| 2   | Atlético Tetuán  | 30 | 16 | 7  | 7  | 56 | 33 | +23 | 39  | Promoció d'ascens                 |
| 3   | Granada CF       | 30 | 17 | 4  | 9  | 54 | 25 | +29 | 38  | Promoció d'ascens                 |
| 4   | España Tánger    | 30 | 15 | 7  | 8  | 56 | 47 | +9  | 37  |                                   |
| 5   | Reial Betis      | 30 | 14 | 6  | 10 | 48 | 47 | +1  | 34  |                                   |
| 6   | Xerez CD         | 30 | 13 | 6  | 11 | 60 | 49 | +11 | 32  |                                   |
| 7   | Real Jaén        | 30 | 12 | 8  | 10 | 69 | 58 | +11 | 32  |                                   |
| 8   | Badajoz          | 30 | 14 | 3  | 13 | 51 | 60 | −9  | 31  |                                   |
| 9   | CD Tenerife      | 30 | 14 | 1  | 15 | 51 | 47 | +4  | 29  |                                   |
| 10  | CE Sabadell      | 30 | 11 | 6  | 13 | 51 | 54 | −3  | 28  |                                   |
| 11  | CF Extremadura   | 30 | 12 | 4  | 14 | 54 | 69 | −15 | 28  |                                   |
| 12  | CE Castelló      | 30 | 12 | 3  | 15 | 50 | 57 | −7  | 27  |                                   |
| 13  | San Fernando     | 30 | 10 | 6  | 14 | 57 | 69 | −12 | 26  |                                   |
| 14  | Terrassa FC      | 30 | 11 | 3  | 16 | 52 | 64 | −12 | 25  |                                   |
| 15  | Llevant UE (R)   | 30 | 8  | 3  | 19 | 51 | 65 | −14 | 19  | Descens a Tercera Divisió         |
| 16  | Linense (R)      | 30 | 6  | 3  | 21 | 37 | 97 | −60 | 15  | Descens a Tercera Divisió         |

### Resultats
| Casa \ Fora     | TET | BAD | CAS | ESP | EXT | GRA | JAE | LEV | LNS | MUR | BET | SAB | SFE | TEN | TRR | XER |
| --------------- | --- | --- | --- | --- | --- | --- | --- | --- | --- | --- | --- | --- | --- | --- | --- | --- |
| Atlético Tetuán | —   | 4–1 | 2–1 | 0–0 | 6–0 | 0–0 | 3–2 | 2–1 | 3–0 | 2–1 | 3–4 | 2–1 | 3–0 | 4–0 | 6–2 | 1–1 |
| Badajoz         | 1–0 | —   | 3–0 | 1–1 | 0–1 | 0–0 | 3–1 | 2–1 | 5–1 | 3–0 | 1–0 | 5–0 | 1–0 | 3–2 | 4–1 | 2–1 |
| CE Castelló     | 0–1 | 1–1 | —   | 3–3 | 4–3 | 1–0 | 5–0 | 1–0 | 2–0 | 2–0 | 4–0 | 4–0 | 5–1 | 2–1 | 2–1 | 2–2 |
| España Tánger   | 0–0 | 5–1 | 1–0 | —   | 7–0 | 1–0 | 2–2 | 4–2 | 1–1 | 3–0 | 3–1 | 2–0 | 3–1 | 2–0 | 2–1 | 3–1 |
| CF Extremadura  | 0–2 | 2–0 | 3–2 | 8–1 | —   | 3–2 | 2–1 | 5–2 | 6–1 | 1–1 | 0–0 | 2–0 | 1–0 | 2–0 | 4–2 | 1–1 |
| Granada CF      | 0–1 | 1–0 | 1–0 | 2–0 | 4–1 | —   | 3–1 | 4–0 | 3–1 | 3–1 | 3–1 | 4–1 | 4–0 | 3–0 | 3–1 | 1–0 |
| Real Jaén       | 4–0 | 3–1 | 5–1 | 6–4 | 2–0 | 0–0 | —   | 5–1 | 9–1 | 3–1 | 1–1 | 1–1 | 3–3 | 3–1 | 0–0 | 4–1 |
| Llevant UE      | 2–2 | 5–1 | 1–2 | 1–1 | 6–1 | 2–3 | 2–0 | —   | 3–0 | 1–3 | 1–4 | 2–1 | 3–4 | 1–2 | 6–1 | 1–0 |
| Linense         | 1–3 | 2–4 | 2–1 | 2–1 | 3–3 | 0–4 | 2–5 | 2–0 | —   | 1–1 | 0–1 | 4–0 | 3–2 | 1–5 | 3–0 | 1–2 |
| Reial Múrcia    | 3–0 | 6–1 | 5–1 | 3–0 | 4–0 | 3–2 | 1–2 | 5–0 | 8–1 | —   | 4–1 | 3–0 | 8–2 | 4–0 | 4–1 | 3–1 |
| Reial Betis     | 2–1 | 2–0 | 2–1 | 0–1 | 1–0 | 3–1 | 1–1 | 1–0 | 5–0 | 1–3 | —   | 3–2 | 0–0 | 2–0 | 4–1 | 3–1 |
| CE Sabadell     | 2–2 | 8–2 | 5–1 | 0–2 | 3–0 | 0–0 | 3–0 | 1–1 | 2–0 | 3–1 | 4–0 | —   | 3–2 | 4–1 | 1–0 | 2–0 |
| San Fernando    | 1–1 | 2–1 | 2–0 | 4–0 | 3–2 | 0–3 | 3–3 | 3–1 | 6–1 | 1–3 | 2–2 | 5–1 | —   | 3–1 | 4–0 | 1–1 |
| CD Tenerife     | 0–1 | 1–2 | 4–0 | 3–0 | 3–0 | 2–0 | 1–0 | 1–0 | 2–1 | 2–0 | 5–2 | 1–1 | 4–0 | —   | 2–0 | 6–0 |
| Terrassa FC     | 2–1 | 6–1 | 4–1 | 2–0 | 5–2 | 1–0 | 2–1 | 1–3 | 5–0 | 1–2 | 1–1 | 3–1 | 3–1 | 3–0 | —   | 1–1 |
| Xerez CD        | 1–0 | 3–1 | 4–1 | 2–3 | 3–1 | 1–0 | 9–1 | 3–2 | 5–2 | 0–2 | 3–0 | 1–1 | 5–1 | 3–1 | 4–1 | —   |

| Golejador         | Gols | Equip          |
| ----------------- | ---- | -------------- |
| Julito            | 25   | CD Tenerife    |
| Heliodoro Castaño | 23   | España Tánger  |
| José Gallardo     | 22   | Reial Múrcia   |
| Ángel Arregui     | 17   | Real Jaén      |
| Manuel Domínguez  | 16   | CF Extremadura |

| Porter                | Gols | Partits | Mitjana | Equip           |
| --------------------- | ---- | ------- | ------- | --------------- |
| Candi                 | 25   | 30      | 0.83    | Granada CF      |
| Goyo                  | 32   | 28      | 1.14    | Atlético Tetuán |
| José Luis Echezarreta | 34   | 25      | 1.36    | Reial Múrcia    |
| Pedro González        | 41   | 27      | 1.52    | Reial Betis     |
| Bienvenido Primo      | 46   | 28      | 1.64    | CE Castelló     |

## Promoció d'ascens

### Classificació
| Pos | Equip              | PJ | PG | PE | PP | GF | GC | DG  | Pts | Promoció o descens      |
| --- | ------------------ | -- | -- | -- | -- | -- | -- | --- | --- | ----------------------- |
| 1   | RCD Espanyol (O)   | 10 | 7  | 1  | 2  | 17 | 8  | +9  | 15  | Roman a Primera Divisió |
| 2   | Reial Societat (O) | 10 | 6  | 1  | 3  | 20 | 14 | +6  | 13  | Roman a Primera Divisió |
| 3   | Real Oviedo        | 10 | 5  | 1  | 4  | 22 | 20 | +2  | 11  |                         |
| 4   | Atlético Tetuán    | 10 | 4  | 2  | 4  | 17 | 15 | +2  | 10  |                         |
| 5   | Reial Saragossa    | 10 | 3  | 0  | 7  | 13 | 17 | −4  | 6   |                         |
| 6   | Granada CF         | 10 | 2  | 1  | 7  | 13 | 28 | −15 | 5   |                         |

### Resultats
| Casa \ Fora     | TET | ESP | GRA | OVI | RSO | ZAR |
| --------------- | --- | --- | --- | --- | --- | --- |
| Atlético Tetuán | —   | 1–2 | 4–0 | 2–3 | 2–2 | 2–0 |
| RCD Espanyol    | 4–1 | —   | 0–0 | 1–0 | 1–2 | 1–0 |
| Granada CF      | 3–1 | 1–3 | —   | 2–3 | 1–2 | 3–1 |
| Real Oviedo     | 0–0 | 1–3 | 6–2 | —   | 1–0 | 6–0 |
| Reial Societat  | 1–2 | 2–1 | 6–1 | 3–2 | —   | 0–2 |
| Reial Saragossa | 0–2 | 0–1 | 2–0 | 7–0 | 1–2 | —   |

## Resultats finals
- Campió: Cultural Leonesa, Reial Múrcia.
- Ascens a Primera divisió: Cultural Leonesa, Reial Múrcia.
- Descens a Segona divisió: Real Santander SD, CD Málaga.
- Ascens a Segona divisió: Cadis CF, SD Indautxu, CD Mestalla, AD Plus Ultra.
- Descens a Tercera divisió: Real Avilés CF, CD Juvenil, Llevant UE, RB Linense.